# Wetmorella
Wetmorella – rodzaj ryb okoniokształtnych z rodziny wargaczowatych.

## Klasyfikacja
Gatunki zaliczane do tego rodzaju:
- Wetmorella albofasciata
- Wetmorella nigropinnata
- Wetmorella tanakai